# 炮轰派
炮轰派，全称哈尔滨市炮轰联络站，指文化大革命时期及黑龙江省各地持炮轰派观点的组织，又称山下派。其对立面为捍联总（山上派）。

## 历史
1967年2月，黑龙江大学“造反团”反对原省委常委、政法部长赵去非结合进黑龙江省革命委员会领导班子，提出“炮轰赵去非”。4月2日，十多个院校的“造反团”学生在哈尔滨工业大学召开炮轰赵去非大会，决定成立“哈尔滨市炮轰联络站”。同时，在潘复生支持下成立了捍联总，与炮轰派对立。此后“捍”“炮”之争遍及全省，大规模武斗不断发生。
1967年6月5日，炮轰派成员在省革命委员会门前静坐，要求潘复生接见，与捍联总成员爆发冲突。
1967年6月9日，捍联总调动2000人冲进哈尔滨军事工程学院内，夺了炮轰派掌握的院革命委员会的权。
1967年6月21日，捍，炮两派在哈尔滨建筑工程学院爆发武斗。
1967年9月6日，周恩来召集捍联总、炮轰派的代表到北京谈判，12月，双方达成实现大联合的《十二条协议》（《黑龙江省捍联总、炮轰派双方关于文化大革命若干问题协议》）。但由于潘复生坚持一派掌权，大联合并没有真正实现。